# Luca Zuffi
Luca Zuffi (Winterthur, 27 maart 1990) is een Zwitsers voetballer die doorgaans speelt als middenvelder. In juli 2023 verruilde hij FC Sion voor FC Winterthur. Zuffi maakte in 2015 zijn debuut in het Zwitsers voetbalelftal. Hij is de zoon van Dario Zuffi, die tussen 1986 en 1997 negentien interlands speelde voor Zwitserland.

## Clubcarrière
Zuffi speelde in de jeugd bij FC Oberwil en sloot zich later aan bij de opleiding van FC Winterthur. Tijdens het seizoen 2006/07 sloot hij zich aan bij de eerste selectie, waarvoor hij op 19 mei 2007 thuis debuteerde tegen FC Wohlen (1–0). Zijn eerste basisplaats was een week later, op 26 mei, toen met 7–1 verloren werd van SC Kriens. In 2012 werd de middenvelder op huurbasis naar FC Thun gestuurd. Na een seizoen waarin de ploeg zich plaatste voor de UEFA Europa League 2013/14, besloot de clubleiding Zuffi definitief aan te trekken. Hij speelde in dat seizoen alle zes poulewedstrijden in de Europa League. Voor aanvang van het seizoen 2014/15 werd bekend dat FC Basel Zuffi overgenomen had voor circa zeshonderdduizend euro. Hij tekende voor vier seizoenen en zijn debuut maakte hij op 19 juli, toen met 1–2 gewonnen werd bij FC Aarau. Op 16 september debuteerde de middenvelder in de UEFA Champions League; Real Madrid was met 5–1 te sterk, al gaf Zuffi nog de assist op het enige doelpunt van Basel, van Derlis González. De middenvelder tekende eind 2017 een vernieuwde verbintenis bij Basel, die zou lopen tot en met het seizoen 2020/21. Na afloop van dit contract vertrok hij naar FC Sion, waar hij voor drie jaar tekende. Medio 2023 keerde Zuffi terug naar FC Winterthur, dat hem voor twee seizoenen vastlegde. Zijn aflopende contract werd in juni 2025 opengebroken en met een jaar verlengd.

## Clubstatistieken
| Seizoen | Club          | Competitie       | Competitie | Competitie | Beker | Beker | Internationaal | Internationaal | Totaal | Totaal |
| Seizoen | Club          | Competitie       | Wed.       | Dlp.       | Wed.  | Dlp.  | Wed.           | Dlp.           | Wed.   | Dlp.   |
| ------- | ------------- | ---------------- | ---------- | ---------- | ----- | ----- | -------------- | -------------- | ------ | ------ |
| 2006/07 | FC Winterthur | Challenge League | 2          | 0          | 0     | 0     | —              | —              | 2      | 0      |
| 2007/08 | FC Winterthur | Challenge League | 18         | 4          | 1     | 0     | —              | —              | 19     | 4      |
| 2008/09 | FC Winterthur | Challenge League | 20         | 1          | 0     | 0     | —              | —              | 20     | 1      |
| 2009/10 | FC Winterthur | Challenge League | 4          | 1          | 0     | 0     | —              | —              | 4      | 1      |
| 2010/11 | FC Winterthur | Challenge League | 19         | 2          | 2     | 0     | —              | —              | 21     | 2      |
| 2011/12 | FC Winterthur | Challenge League | 24         | 1          | 5     | 0     | —              | —              | 29     | 1      |
| 2012/13 | → FC Thun     | Super League     | 26         | 1          | 3     | 0     | —              | —              | 29     | 1      |
| 2013/14 | FC Thun       | Super League     | 28         | 3          | 5     | 1     | 8              | 3              | 41     | 7      |
| 2014/15 | FC Basel      | Super League     | 29         | 5          | 3     | 0     | 7              | 0              | 39     | 5      |
| 2015/16 | FC Basel      | Super League     | 36         | 4          | 2     | 0     | 14             | 3              | 52     | 7      |
| 2016/17 | FC Basel      | Super League     | 31         | 5          | 4     | 0     | 6              | 1              | 41     | 6      |
| 2017/18 | FC Basel      | Super League     | 30         | 3          | 3     | 0     | 7              | 1              | 40     | 4      |
| 2018/19 | FC Basel      | Super League     | 34         | 7          | 5     | 1     | 6              | 0              | 45     | 8      |
| 2019/20 | FC Basel      | Super League     | 19         | 3          | 2     | 0     | 9              | 2              | 30     | 5      |
| 2020/21 | FC Basel      | Super League     | 21         | 0          | 3     | 0     | 0              | 0              | 24     | 0      |
| 2021/22 | FC Sion       | Super League     | 29         | 1          | 1     | 0     | —              | —              | 30     | 1      |
| 2022/23 | FC Sion       | Super League     | 20         | 1          | 4     | 2     | —              | —              | 24     | 3      |
| 2023/24 | FC Winterthur | Super League     | 30         | 2          | 2     | 0     | —              | —              | 32     | 2      |
| 2024/25 | FC Winterthur | Super League     | 27         | 3          | 1     | 0     | —              | —              | 28     | 3      |
| Totaal  | Totaal        | Totaal           | 447        | 47         | 43    | 4     | 57             | 10             | 547    | 61     |

Bijgewerkt op 11 juni 2025.

## Interlandcarrière
Zuffi maakte op 9 oktober 2015 zijn debuut in het Zwitsers voetbalelftal in een kwalificatiewedstrijd voor het EK 2016 tegen San Marino. Zwitserland won met 7–0 door treffers van Michael Lang, Gökhan Inler, Admir Mehmedi, Johan Djourou, Pajtim Kasami, Breel Embolo en Eren Derdiyok. Zuffi mocht van bondscoach Vladimir Petković in de basis beginnen en hij speelde het gehele duel mee. De andere debutant dit duel was Renato Steffen (Young Boys).
| Interlands van Luca Zuffi voor Zwitserland | Interlands van Luca Zuffi voor Zwitserland | Interlands van Luca Zuffi voor Zwitserland | Interlands van Luca Zuffi voor Zwitserland | Interlands van Luca Zuffi voor Zwitserland | Interlands van Luca Zuffi voor Zwitserland | Interlands van Luca Zuffi voor Zwitserland |
| №                                          | Datum                                      | Wedstrijd                                  | Uitslag                                    | Competitie                                 | Goals                                      |                                            |
| Als speler bij FC Basel                    | Als speler bij FC Basel                    | Als speler bij FC Basel                    | Als speler bij FC Basel                    | Als speler bij FC Basel                    | Als speler bij FC Basel                    | Als speler bij FC Basel                    |
| ------------------------------------------ | ------------------------------------------ | ------------------------------------------ | ------------------------------------------ | ------------------------------------------ | ------------------------------------------ | ------------------------------------------ |
| 1                                          | 9 oktober 2015                             | Zwitserland – San Marino                   | 7 – 0                                      | EK 2016 kwalificatie                       |                                            |                                            |
| 2                                          | 13 november 2015                           | Slowakije – Zwitserland                    | 3 – 2                                      | Vriendschappelijk                          |                                            |                                            |
| 3                                          | 17 november 2016                           | Oostenrijk – Zwitserland                   | 1 – 2                                      | Vriendschappelijk                          |                                            |                                            |
| 4                                          | 29 maart 2016                              | Zwitserland – Bosnië en Herzegovina        | 0 – 2                                      | Vriendschappelijk                          |                                            |                                            |

Bijgewerkt op 11 juni 2025.

## Erelijst
| Super League    | 3 | 2014/15, 2015/16, 2016/17 |
| Schweizer Pokal | 2 | 2016/17, 2018/19          |